# 周九良
周九良（1993年10月28日—），本名周航，藝名九良。粉丝群体称作“小班長” ，著名相声演员于谦义子。

## 经历
周九良于2009年入“德云艺术传习社”，2013年9月4日，随“九”字科第一批拜师成为“頭九”成员，和搭檔孟鶴堂同為德云七队演員。
- 2010年 開始與搭檔孟鹤堂合作演出。
- 2018年 1月 于北京工人俱乐部金沙剧场举办首次个人专场演出。
- 2018年 7月 8日 赴日本东京参加“德云社全球巡演东京站”演出。[3]
- 2018年 9月 与搭档孟鶴堂获得《相声有新人》冠军。[4][5]
- 2019年 2月19日 参加湖南卫视元宵喜乐会，与搭档孟鶴堂合作表演相声《万物皆可盘》。
- 2020年 与搭档孟鶴堂获得《欢乐喜剧人第六季》亚军。
- 2021年 1月 知乎首个情景式剧场晚会“答案奇遇夜”中，德云社“云鹤九霄”四科代表烧饼、孟鹤堂、周九良和郭霄汉，出演情景剧《如果德云社是魔法学校》。[6]

## 演出相關

#### 網路劇
| 首播年份 | 播出平台 | 片名           | 角色 | 備註 |
| 2019年   | 愛奇藝   | 《能耐大了》   | 老丁 |      |
| 2024年   | 騰訊視頻 | 《萬春逗笑社》 | 萬夏 |      |

#### 常駐综艺
| 首播日期 | 首播日期              | 電視臺   | 節目名稱             | 備註                 |
| 2018年   | 9月15日               | 東方衛視 | 《相声有新人》       | 与搭档孟鹤堂获得冠军 |
| 2020年   | 1月26日               | 東方衛視 | 《歡樂喜剧人第六季》 | 与搭档孟鹤堂获得亚军 |
| 2020年   | 8月27日               | 騰訊視頻 | 《德云鬥笑社第一季》 |                      |
| 2021年   | 4月24日-6月24日       | 金鷹卡通 | 《開麥吧小主播》     | 導師                 |
| 2021年   | 8月20日-10月24日      | 騰訊視頻 | 《德云鬥笑社第二季》 | 钢䨻男孩             |
| 2021年   | 12月5日-2022年2月13日 | 芒果TV   | 《哎呀好身材海浪季》 |                      |

#### 相聲作品
| 作品             | 表演者                                                | 備註                                   |
| 《写春联》       | 孟鹤堂、周九良                                        | 北京湖广会馆德云社                     |
| 《五红图》       | 孟鹤堂、周九良                                        | 北京湖广会馆德云社                     |
| 《八大吉祥》     | 孟鹤堂、周九良                                        | 相声有新人全国巡演石家庄站             |
| 《六口人》       | 孟鹤堂、周九良                                        | 北京天桥德云社                         |
| 《反七口》       | 孟鹤堂、周九良                                        | 北京湖广会馆德云社                     |
| 《地理图》       | 孟鹤堂、周九良                                        | 北京天桥德云社                         |
| 《偷斧子》       | 孟鹤堂、周九良                                        | 北京湖广会馆德云社                     |
| 《欢声笑语》     | 孟鹤堂、周九良                                        | 德云社孟鹤堂专场                       |
| 《黄鹤楼》       | 孟鹤堂、周九良                                        | 南京德云社                             |
| 《万物皆可盘》   | 孟鹤堂、周九良                                        | 湖南卫视元宵喜乐会                     |
| 《周文王》       | 孟鹤堂、周九良                                        | 2018德云社全球巡演东京站               |
| 《文玩》         | 孟鹤堂、周九良                                        | 《相声有新人》                         |
| 《有话好好说》   | 孟鹤堂、周九良                                        | 山东卫视春晚                           |
| 《如果没有航天》 | 孟鹤堂、周九良                                        | 《逐梦航天——2019“中国航天日”文艺晚会》 |
| 《相声一家亲》   | 孟鹤堂、周九良、谢金、李鹤东 金霏、陳曦、姬天语、刘喆 | 《春满东方·2019东方卫视春节晚会》      |
| 《四郎探母》     | 孟鹤堂、周九良                                        | 《德云鬥笑社第一季》                   |

## 代言
| 年份   | 品牌/產品 | 品項               | 備註 |
| 2021年 | 歐珀萊    | 臻粹輕齡系列代言人 |      |

## 腳註
1. ↑  對應陰曆日期為1994年9月14日，常被誤認。

## 外部連結
- 周九良的新浪微博

| 从师   | 辈分   | 收徒 |
| 郭德綱 | 第九代 | —    |